# 戸田聡
戸田 聡（とだ さとし）は、日本の柔道家。78kg級の選手。

## 人物
横浜市立松本中学校を卒業した。日大藤沢高校3年の時にインターハイ中量級で優勝した。日本大学3年の時に新人体重別で優勝するも、世界ジュニアでは決勝でソ連のアレクサンドル・ヤチケビッチに敗れて2位だった。4年の時には優勝大会でチームの3位に貢献して優秀選手に選ばれた。1978年には神奈川県警の所属になると、講道館杯と体重別78kg級で3位となった。現在は横浜市の聖光学院高等学校にて体育科教師として活動している。

## 戦績
- 1973年 - インターハイ 優勝
- 1976年 - 新人体重別 優勝
- 1976年 - 世界ジュニア 2位
- 1977年 - 優勝大会 3位
- 1978年 - 講道館杯 3位
- 1978年 - 体重別 3位

(出典、JudoInside.com)。